# العلاقات القبرصية الليختنشتانية
العلاقات القبرصية الليختنشتانية هي العلاقات الثنائية التي تجمع بين قبرص وليختنشتاين.

## مقارنة بين البلدين
هذه مقارنة عامة ومرجعية للدولتين:
| وجه المقارنة                                              | قبرص                                                                 | ليختنشتاين                                 |
| --------------------------------------------------------- | -------------------------------------------------------------------- | ------------------------------------------ |
| المساحة (كم2)                                             | 9.24 ألف                                                             | 16                                         |
| عدد السكان (نسمة)                                         | 1.14 مليون                                                           | 37.47 ألف                                  |
| الكثافة السكانية (ن./كم²)                                 | 123.38                                                               | 234.19 ألف                                 |
| العاصمة                                                   | نيقوسيا                                                              | فادوتس                                     |
| اللغة الرسمية                                             | اليونانية الحديثة، اللغة التركية، لغة يونانية                        | اللغة الألمانية                            |
| العملة                                                    | يورو، جنيه قبرصي                                                     | فرنك سويسري                                |
| الناتج المحلي الإجمالي (بليون دولار)                      | 21.65 مليار                                                          | 6.29 مليار                                 |
| الناتج المحلي الإجمالي (تعادل القوة الشرائية) بليون دولار | 26.73 مليار                                                          |                                            |
| الناتج المحلي الإجمالي الاسمي للفرد دولار أمريكي          | 23.24 ألف                                                            |                                            |
| الناتج المحلي الإجمالي للفرد دولار أمريكي                 | 30.24 ألف                                                            |                                            |
| مؤشر التنمية البشرية                                      | 0.850                                                                | 0.908                                      |
| رمز المكالمات الدولي                                      | +357                                                                 | +423                                       |
| رمز الإنترنت                                              | .cy                                                                  | .li                                        |
| المنطقة الزمنية                                           | ت ع م+02:00، ت ع م+03:00، توقيت شرق أوروبا، توقيت شرق أوروبا الصيفي ‏ | توقيت وسط أوروبا، ت ع م+01:00، ت ع م+02:00 |

## منظمات دولية مشتركة
يشترك البلدان في عضوية مجموعة من المنظمات الدولية، منها:
| علم المنظمة | اسم المنظمة                    | تاريخ انضمام قبرص | تاريخ انضمام ليختنشتاين |
| ----------- | ------------------------------ | ----------------- | ----------------------- |
|             | الاتحاد البريدي العالمي        | ?                 | ?                       |
|             | منظمة حظر الأسلحة الكيميائية   | ?                 | ?                       |
|             | منظمة التجارة العالمية         | ?                 | ?                       |
|             | الأمم المتحدة                  | 20 سبتمبر 1960    | 18 سبتمبر 1990          |
|             | منظمة الشرطة الجنائية الدولية  | ?                 | ?                       |
|             | الاتحاد الدولي للاتصالات       | 24 أبريل 1961     | 25 يوليو 1963           |
|             | مجلس أوروبا                    | ?                 | ?                       |
|             | منظمة الأمن والتعاون في أوروبا | 25 يونيو 1973     | 25 يونيو 1973           |

## وصلات خارجية
- موقع وزارة الخارجية القبرصية